# Sacco di Barletta
Il sacco di Barletta fu un episodio militare che avvenne tra il 27 marzo e il 9 settembre del 1528 da parte di truppe francesi nel contesto della guerra della Lega di Cognac.

## Antefatti e assedio
Nel marzo del 1528 Renzo degli Anguillara, provenendo da Roma, riuscì a rompere le difese della città e a conquistarla. Barletta in quel periodo veniva dal successo della Disfida di Barletta; era il centro più popoloso della Puglia, con quasi 30 000 abitanti. Pur nella sua opulenza, però, la città non era mai riuscita a inglobare nella cinta muraria i due borghi che si erano creati a ridosso delle sue mura, tra l'attuale Piazza Caduti e Piazza 13 febbraio 1503. Questa disattenzione costerà caro quando, ormai in ritirata, il degli Anguillara diede ordine di saccheggiare e incendiare i borghi siti fuori dalla cinta muraria di Barletta, così da non fornire supporto agli spagnoli in arrivo. La distruzione più importante si ebbe nel patrimonio storico-artistico, tra fondi antichi e intere chiese, tra le quali la Cattedrale di Nazareth.  

## Conseguenze
Al termine delle ostilità Barletta aveva perso due popolosi borghi extra moenia, quello di San Vitale e di San Antonio Abate. La città si vide nei successivi decenni molto ridimensionata, sia sotto il profilo economico che politico. La popolazione calò di circa 15 000 unità.  
La perdita del patrimonio artistico è tutt'ora fonte di studio e riscoperta. Circa un anno dopo la Puglia sarà scossa da un altro assedio, quello del Sacco di Molfetta. 